# Thalassarche melanophris

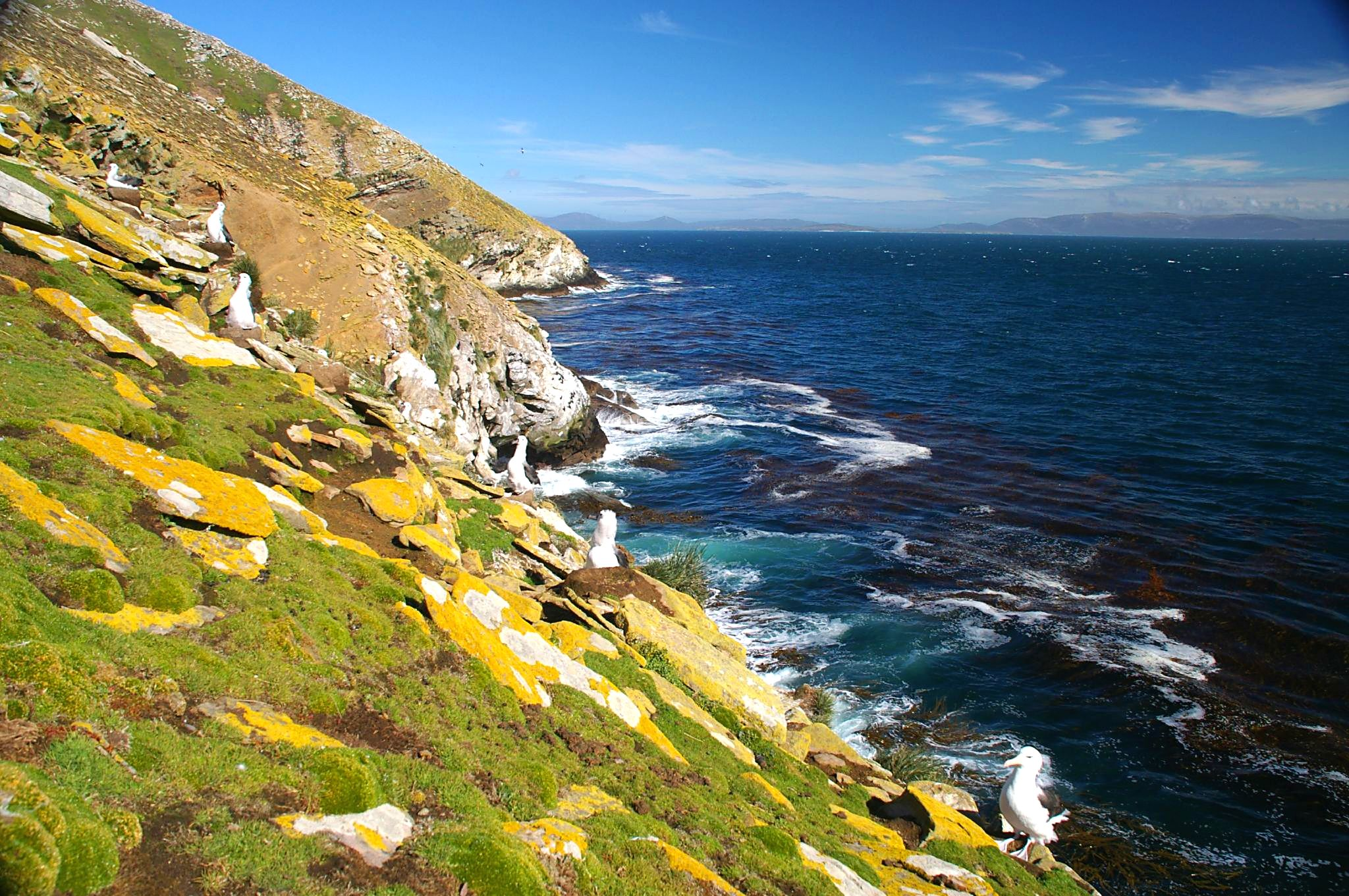
Colonia di albatri sopraccigli neri sull'Isola di Saunders, Isole Falkland.

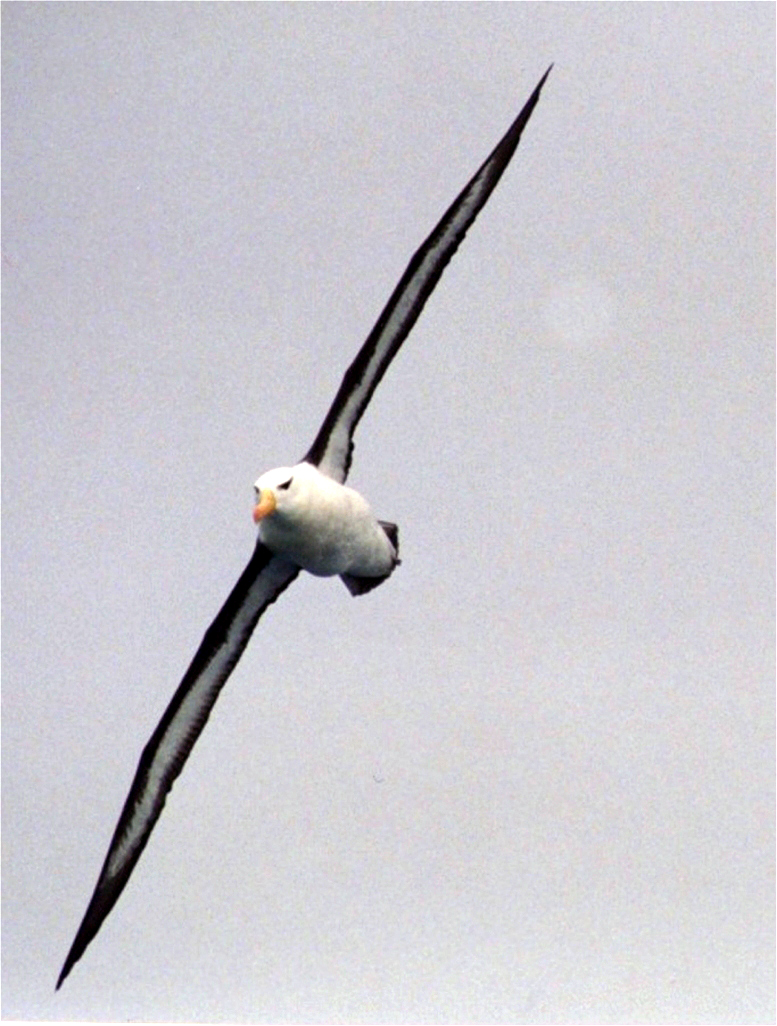

L'albatro sopracciglio nero (Thalassarche melanophris Temminck, 1828) è un grosso uccello marino della famiglia dei Diomedeidi. Sebbene sia incluso tra le specie in pericolo della Lista Rossa della IUCN, è l'albatro più diffuso e comune.

## Tassonomia
La sottospecie T. m. melanophris nidifica nell'area attorno a Capo Horn, sulle Isole Falkland (soprattutto su Steeple Jason e Grand Jason), nella Georgia del Sud e nel settore dell'Oceano Indiano comprendente le Isole Crozet, Kerguelen ed Heard e McDonald. In passato era ritenuto una sottospecie dell'albatro sopracciglio nero anche l'albatro di Campbell (T. impavida).

## Descrizione
L'albatro sopracciglio nero è un albatro di medie dimensioni, lungo 80–95 cm, con un'apertura alare di 200–235 cm ed un peso medio di 3,7 kg. Come le altre specie di albatro note come mollymawk, si può distinguere dall'albatro urlatore per le ali completamente scure, per la presenza di una banda scura sulla coda e dimensioni inferiori. Le caratteristiche che lo differenziano da tutti gli altri mollymawk sono i sopraccigli scuri che gli danno il nome, una larga zona nera ai margini del sottoala di colore bianco, la testa bianca e il becco arancione con la punta di colore più scuro. Nei giovani le ali sono più scure e la testa grigia, così come il becco, dalla punta nera. Sono simili all'albatro testagrigia, ma quest'ultimo ha il becco completamente nero e segni scuri sulla faccia più marcati.

## Distribuzione

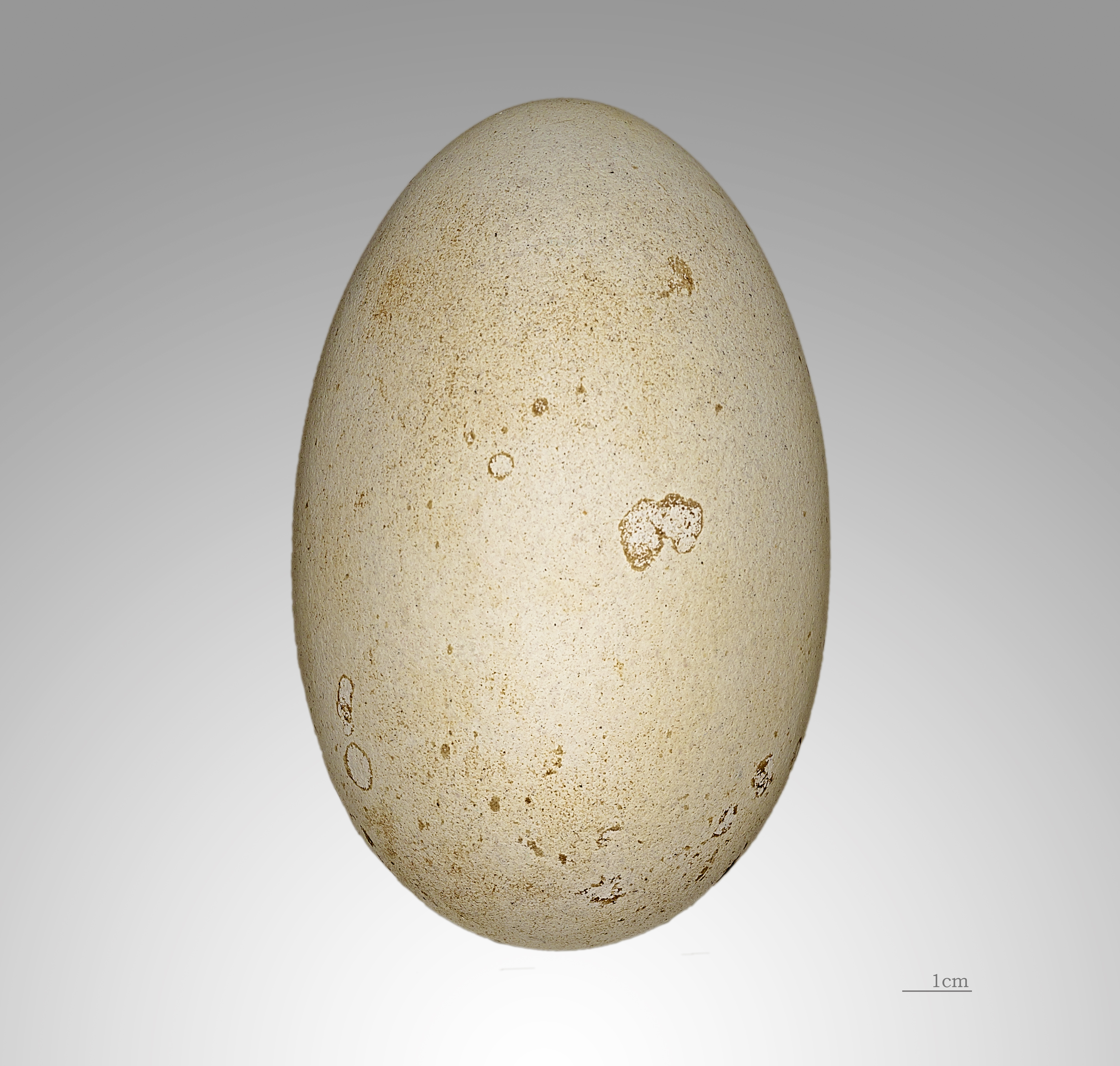
Thalassarche melanophris

L'albatro sopracciglio nero è un abitante circumpolare degli oceani meridionali. A causa di una tendenza migratoria verso il nord, è probabilmente l'unica specie di albatro che si può trovare nell'Atlantico settentrionale.
Nonostante avvenga molto raramente, negli ultimi anni un albatro di questa specie ha trascorso l'estate nelle colonie scozzesi di sule (Bass Rock, Hermaness e Sula Sgeir). Gli ornitologi ritengono che si tratti dello stesso esemplare, noto come Albert, che abita nella Scozia settentrionale. Si pensa che abbia raggiunto l'Atlantico settentrionale più di 40 anni fa e si sospetta abbia più di 47 anni. Un simile caso si è riscontrato anche nella colonia di sule dell'isola faroese di Mykines, dove un albatro sopracciglio nero visse tra questi uccelli per oltre 30 anni. Proprio per questo motivo in faroese l'albatro viene chiamato «Re delle Sule» (Súlukongur).

## Conservazione
Nel 2013, a seguito di nuovi controlli sulla popolazione, l'IUCN abbassa il rischio di estinzione portandolo da specie in pericolo a prossimo alla minaccia. Nel 2018 viene inserita tra le specie a rischio minimo.